# Samantha (cràter)
Samantha és un cràter d'impacte en el planeta Venus de 16,9 km de diàmetre. Porta el nom d'un antropònim arameu, i el seu nom va ser aprovat per la Unió Astronòmica Internacional el 1994.